# Всемирная продовольственная премия
Всеми́рная продово́льственная пре́мия (англ. World Food Prize) — международная премия, которая вручается за вклад в повышение качества, количества и доступности продовольствия в мире.

## История
Премия была основана в 1986 году американским агрономом, лауреатом Нобелевской премии мира Норманом Борлоугом. Премией может быть награждён человек, внёсший вклад в любые области, связанные с продовольствием: сельскохозяйственная наука, пищевая промышленность, борьба с бедностью и т. п. Объявление и награждение лауреатов происходит в Де-Мойне (Айова). Победитель Премии получает 250000 долларов США. Церемония вручения совпадает с международным симпозиумом, известным как Borlaug Dialogue, который посвящён проблемам голода и продовольственной безопасности.

## Лауреаты
| Год  | Лауреат(ы)                                      | Страна                    | Достижение |
| ---- | ----------------------------------------------- | ------------------------- | --- |
| 2024 | Джеффри Хоутин                                  | Великобритания Канада     | За выдающееся лидерство в сохранении и защите мирового наследия биоразнообразия сельскохозяйственных культур и мобилизацию этого важнейшего ресурса для защиты от угроз глобальной продовольственной безопасности |
| 2024 | Морган Каррингтон "Кэри" Фаулер                 | США                       | За выдающееся лидерство в сохранении и защите мирового наследия биоразнообразия сельскохозяйственных культур и мобилизацию этого важнейшего ресурса для защиты от угроз глобальной продовольственной безопасности |
| 2023 | Хайди Кюн                                       | США                       | За её модель развития, ориентированную на фермеров, которая восстанавливает сельскохозяйственные угодья, продовольственную безопасность, средства к существованию и устойчивость после разрушительного конфликта  |
| 2022 | Синтия Розенцвейг                               | США                       | За новаторскую работу по моделированию влияния изменения климата на производство продовольствия во всём мире |
| 2021 | Шакунтала Х. Тилстед                            | Тринидад и Тобаго Дания   | За достижения в разработке новаторских подходов к продовольственным системам, учитывающим особенности питания на основе рыбы                                                                                      |
| 2020 | Раттан Лал                                      | США Индия                 | За почвенно-ориентированный подход к устойчивому увеличению производства продовольствия |
| 2019 | Саймон Гроот                                    | Нидерланды                | За расширение прав и возможностей мелких фермеров в более чем 60 странах посредством увеличения производства овощей                                                                                               |
| 2018 | Дэвид Набарро                                   | Великобритания            | За придание проблеме недоедания среди матерей и детей статуса центральной на национальном и международном уровнях                                                                                                 |
| 2018 | Лоуренс Хаддад                                  | Великобритания ЮАР        | За придание проблеме недоедания среди матерей и детей статуса центральной на национальном и международном уровнях                                                                                                 |
| 2017 | Akinwumi Adesina                                | Нигерия                   | За лидерство и инновации в формировании политической воли для преобразования африканского сельского хозяйства на всех уровнях                                                                                     |
| 2016 | Maria Andrade Robert Mwanga Jan Low             | Кабо-Верде · Уганда · США | За «единственный наиболее успешный пример биоукрепления» в виде биофортифицированного батата с оранжевой мякотью, который является устойчивым, выносливым и высокоурожайным                                       |
| 2016 | Howarth Bouis                                   | США                       | За «внедрение многоинституционального подхода к биофортификации как глобальной стратегии селекции растений» |
| 2015 | Фазле Хасан Абед                                | Бангладеш                 | За создание организации, которая эффективно борется с бедностью в Бангладеш и 10 других странах |
| 2014 | Sanjaya Rajaram                                 | Индия · Мексика           | За разработку 480 сортов пшеницы, устойчивой к болезням, и увеличение мирового производства на 200 миллионов тонн                                                                                                 |
| 2013 | Мэри-Делл Чилтон Robert Fraley Marc Van Montagu | США · США · Бельгия       | За индивидуальные достижения в области современных сельскохозяйственных биотехнологий, поддерживающих устойчивость и глобальную продовольственную безопасность                                                    |
| 2012 | Daniel Hillel                                   | Израиль                   | За разработку и внедрение микроорошения в засушливых и безводных регионах |
| 2011 | Джон Куфуор Луис Инасиу Лула да Силва           | Гана · Бразилия           | За разработку и реализацию государственной политики по сокращению голода и нищеты в своих странах |
| 2010 | David Beckmann Jo Luck                          | США                       | За их лидерство в двух низовых организациях, занимающихся проблемами голода и питания |
| 2009 | Gebisa Ejeta                                    | Эфиопия                   | За разработку первых в Африке гибридов сорго, устойчивых к засухе и паразитической стриге |
| 2008 | Боб Доул Джордж Макговерн                       | США                       | Продвижение глобальной программы предоставления школьных завтраков, благодаря которой увеличились посещаемость школ и доступ к продовольствию самых бедных детей, особенно девочек.                               |
| 2007 | Филип Нельсон                                   | США                       | Создание технологии обработки, хранения и транспортировки продовольствия и распространение этой технологии во всём мире.                                                                                          |
| 2006 | Эдсон Лобао Алиссон Паолинелли Колин Маклюнг    | Бразилия · Бразилия · США | Пионерские разработки в почвоведении и реализация политики, благодаря которым для сельского хозяйства открылись обширные территории серрадо.                                                                      |
| 2005 | Модадугу Гупта                                  | Индия                     | Развитие и распространение дешёвых методов рыбоводства для сельских бедняков. |
| 2004 | Юань Лунпин                                     | Китай                     | Создание новых сортов гибридного риса. |
| 2004 | Монти Джонс                                     | Сьерра-Леоне              | Создание сорта «Новый рис для Африки» (New Rice for Africa). |
| 2003 | Кэтрин Бертини                                  | США                       | Преобразование Всемирной продовольственной программы в самую большую и наиболее эффективную гуманитарную организацию.                                                                                             |
| 2002 | Педро Санчес                                    | США / Куба                | Развитие методов восстановления деградировавшей почвы в Африке и Южной Америке. |
| 2001 | Пер Пинструп-Андерсен                           | Дания                     | Учреждение программы «Продовольствие ради образования», согласно которой семьи получают продовольственные субсидии, если дети остаются в школах.                                                                  |
| 2000 | Эвангелина Вильегас Суриндер Васаль             | Мексика · Индия           | Выведение богатых белком сортов кукурузы (Quality Protein Maize). |
| 1999 | Уолтер Плоурайт                                 | Великобритания            | Создание вакцины против чумы крупного рогатого скота. |
| 1998 | Б. Р. Барвале                                   | Индия                     | Основание независимой компании Mahyco, которая снабжает семенами всю Индию. |
| 1997 | Рей Смит Пери Адкисон                           | США · США                 | Открытие механизма комплексных мер по борьбе с вредителями (Integrated pest management), которые позволили защитить зерновые культуры наиболее экологичным способом.                                              |
| 1996 | Генри Бичел Гурдев Хуш                          | США · Индия               | Создание сверхурожайного сорта «чудо-рис», благодаря которому производство риса в Азии увеличилось в два раза. |
| 1995 | Ханс Херрен                                     | Швейцария                 | Развитие дезинсекционных программ для борьбы с вредителем, уничтожавшим урожаи маниока в Африке. |
| 1994 | Мухаммад Юнус                                   | Бангладеш                 | Основание Grameen Bank в Бангладеш, развивающего программы кредитования бедных слоёв населения, которые обеспечивают доступ миллионов людей к большему количеству пищи.                                           |
| 1993 | Хэ Кан                                          | Китай                     | Инициирование реформ, которые обеспечили продовольственную независимость Китая. |
| 1992 | Эдвард Ниплинг Реймонд Бушленд                  | США · США                 | Создание метода стерилизации насекомых (sterile insect technique) для контроля численности насекомых-паразитов.                                                                                                   |
| 1991 | Невин Скримшоу                                  | США                       | Создание богатых белком пищевых добавок, которые помогли бороться с голодом в развивающихся странах. |
| 1990 | Джон Нидерхаузер                                | США                       | Открытие метода борьбы с фитофторозом. |
| 1989 | Вергес Курьен                                   | Индия                     | Создание в Индии кооперативного объединения Amul, которое производит, обрабатывает и продаёт молоко в этой стране.                                                                                                |
| 1988 | Роберт Чендлер                                  | США                       | Основание Международного исследовательского института риса и выведение новых сортов риса, которые в два-три раза увеличили урожаи по сравнению с традиционными сортами.                                           |
| 1987 | Монокомпу Самбасиву Сваминатан                  | Индия                     | Распространение в Индии высокоурожайных сортов пшеницы и риса, которое дало начало Зелёной революции. |